# Round-trip delay time
Кашњење повратног путовања (РТД) или време повратног путовања (РТТ) је дужина времена која је потребна да би се сигнал послао плус дужина времена која је потребна да се потврди да се сигнал примио. Ово временско кашњење се састоји од пропагираног времена између две тачке сигнала.

## Рачунарске мреже
У контексту рачунарских мрежа, сигнал је генерално пакет података (data packet) и РТТ се такође назива пинг време (ping time). Корисник интернета може да провери пинг време коришћењем пинг команде (енгл. ping command).

## Свемирска технологија
У свемирској технологији, кашњење повратног сигнала или време повратног пута светлости је време за које светлост (и тиме било који сигнал) може да додирне свемирску сонду и да се врати.

## Дизајн протокола
Мрежне везе које имају велики бандвидтх и велики РТТ могу имати велику количину података (такозвана последица бандвидтха и кашњења) "у лету" у било којем тренутку. Такве ситуације захтевају посебан дизајн протокола. Један пример је TCP window scale option.
РТТ се првобитно процењивао у TCP-u са:
RTT = (α · Old_RTT) + ((1 − α) · New_Round_Trip_Sample)
Где је α константан тежински фактор (0 ≤ α < 1). Бирајући вредност α близу 1 прави пондерисани просек имун на промене које трају кратко време (на пример, један сегмент који сусретне дуго кашњење). Бирањем вредности за α близу 0 прави пондерисани просек који одговара променама у кашњењу веома брзо.
Ово је побољшано Jacobson/Karels algorithm алгоритмом, који узима у обзир и стандардну девијацију.
Када се нови РТТ израчуна он се поставља у једначину описану горе како би се добио просечан РТТ за ту конекцију и таква процедура се понавља за свако ново израчунавање.

## Примери
- 200 милисекунди РТТ за конекцију коришћењем UDT (UDP-based Data Transfer Protocol) изједначава се на 12,000 миља дужину повратног пута.